# 田中久也 (実業家)
田中 久也（たなか ひさや、1954年2月22日‐）は、京都情報大学院大学の教授である。

## 経歴
- 早稲田大学工学士[1]

- 元富士通株式会社システムサポート本部長代理[1]

- 元株式会社FUJITSUユニバーシティ取締役[1]

- 元独立行政法人情報処理推進機構IT人材育成本部長・理事[1]

- 日本工学教育協会上級教育士、日本工学教育協会事業企画委員[3]

- 一般社団法人未踏 理事[4]

## 論文・記事
- 田中久也,「情報システムの安全性向上へ向けて-富士通の情報通信システム災害対応支援サービス」,富士通ジャーナル21,pp19-25,1995年　NAID80008427565

- 田中久也,「IT人材市場動向調査 人材の不足感は量から質へ 業界の課題は『わかりやすさ』」,日経コンピュータ（728）,pp110-113,2009年4月　NAID140000108605　ISSN:02854619

- 阿草清滋,石田照幸,田中久也,「高度IT資格制度座談会（特集 高度IT資格制度）」　情報処理学会デジタルプラクティス3（2）,pp133-142,2012年4月　NAID40019298845　ISSN:1884-5541

- 田中久也,「日本のITとIT人材の発展のために原点から考えよう」,情報処理54（2）,2013年1月　NAID10009500474　NCID:AN00116625

- 田中久也,「1B05 イノベーションとダイバーシティマネージメント（（30）オーガナイズドセッション:女性技術者教育の現状と展望-Ⅰ,口頭発表）」,工学教育研究講演会講演論文集（公益社団法人 日本工学教育協会）,2015（0）,pp34-35,2015年　NAID110010013357　ISSN:2189-8928

## 雑誌掲載
- 「インタビュー セキュリティ人材の不足は危機感の表れ タスクとスキルの見える化が育成に効果 IPA理事 田中久也」,日経コミュニケーション（601）,pp48-50,2014年2月　NAID40019962208　ISSN:0910-7215